# Desa Muara (administrativ by i Indonesien, Jawa Barat, lat -6,64, long 108,55)
Desa Muara är en administrativ by i Indonesien.   Den ligger i provinsen Jawa Barat, i den västra delen av landet, 190 km öster om huvudstaden Jakarta.